# Tola (Nicaragua)
Tola è un comune del Nicaragua facente parte del dipartimento di Rivas.